# Phường 5, Bình Thạnh
Phường 5 là một phường thuộc quận Bình Thạnh, Thành phố Hồ Chí Minh, Việt Nam.
Phường 5 có diện tích 0,37 km², dân số năm 2021 là 16.146 người,  mật độ dân số đạt 43.637 người/km².